# Alvega
Alvega é uma povoação portuguesa do município de Abrantes, na província do Ribatejo, integra atualmente a região do Oeste e Vale do Tejo e a NUT3 do Médio Tejo, que foi sede da Freguesia de Alvega, freguesia que tinha 56,44 km² de área e 1 499 habitantes (2011).
A Freguesia de Alvega foi extinta, em 2013, no âmbito de uma reforma administrativa nacional, tendo sido agregada à Freguesia de Concavada para formar uma nova freguesia denominada União das Freguesias de Alvega e Concavada.
Alvega localiza-se na extremidade oriental do município e tem como vizinhos os Municípios de Mação a norte, de Gavião a nordeste e a sueste, e de Ponte de Sor a sul e ainda as localidades de São Facundo a sudoeste e da Concavada a oeste.

## População
★ Com lugares desta freguesia foi criada pela lei n.º 133/85,  de 4 de Outubro, a freguesia de Concavada

 Grupos etários em 2001 e 2011			

| Nº de habitantes | Nº de habitantes | Nº de habitantes | Nº de habitantes | Nº de habitantes | Nº de habitantes | Nº de habitantes | Nº de habitantes | Nº de habitantes | Nº de habitantes | Nº de habitantes | Nº de habitantes | Nº de habitantes | Nº de habitantes | Nº de habitantes | Nº de habitantes |
| ---------------- | ---------------- | ---------------- | ---------------- | ---------------- | ---------------- | ---------------- | ---------------- | ---------------- | ---------------- | ---------------- | ---------------- | ---------------- | ---------------- | ---------------- | ---------------- |
| 1864             | 1878             | 1890             | 1900             | 1911             | 1920             | 1930             | 1940             | 1950             | 1960             | 1970             | 1981             | 1991             | 2001             | 2011             |                  |
| 1999             | 2128             | 2398             | 2545             | 2829             | 2940             | 2962             | 3794             | 3892             | 3799             | 2800             | 3104             | 2175             | 1729             | 1499             |                  |
|                  | +6%              | +13%             | +6%              | +11%             | +4%              | +1%              | +28%             | +3%              | -2%              | -26%             | +11%             | -30%             | -21%             | -13%             |                  |

|     | 0-14 anos  | 15-24 anos | 25-64 anos | 65 e + anos |
| Hab | 182 \| 155 | 230 \| 115 | 792 \| 732 | 525 \| 497  |
| Var | -15%       | -50%       | -8%        | -5%         |

## Património
- Tejo
- Sistema de irrigação de campos agrícolas
- Igreja de São Pedro
- Capela de Casa Branca
- Solar de Alvega
- Quinta do Pombal
- Annie's Bar
- Espaço de Lazer "A Casa do Mouto"